# Căn cứ hải quân Du Lâm
Căn cứ tàu ngầm đảo Hải Nam là một căn cứ quân sự được người ta cho là phục vụ cho tàu ngầm của Hải quân Cộng hòa Nhân dân Trung Hoa. Căn cứ này nằm ở bờ đông của đảo Hải Nam, thuộc hạm đội Nam Hải, có các cửa vào cho tàu ngầm với chiều rộng hơn 23 m. Các tàu ngầm nguyên tử này được trang bị tên lửa đạn đạo JL-2 có tầm bắn 7200 km và có thể cải tiến tầm bắn lên đến 12.800 km. Căn cứ tàu ngầm này là một mối lo an ninh cho các nước ASEAN cũng như Ấn Độ. Chi tiết về căn cứ này đã được nhiều cơ quan báo cáo nhưng các hình ảnh vệ tinh thu được tháng 2 năm 2008 bởi Jane's Intelligence Review và Federation of American Scientists (FAS) lần đầu cho thấy một cửa hang rộng vào một căn cứ ngầm và một chiếc tàu ngầm lớp Jin tại căn cứ này.
Căn cứ này có sức chứa 20 tàu ngầm phóng tên lửa mang đầu đạn hạt nhân. Với năng lực của căn cứ này thì Trung Quốc có thể kiểm soát tuyến eo biển Malacca và Biển Đông và phong tỏa các hoạt động thương mại ở trên tuyến này trong trường hợp có khủng hoảng xảy ra cũng như hạn chế can thiệp quân sự của Hoa Kỳ đối với vấn đề Đài Loan.
Hơn một nửa lượng hàng hóa vận chuyển bằng tàu biển hàng năm của thế giới đi qua eo biển Malacca, eo biển Sunda, và eo biển Lombok, với đa số tàu này tiếp tục hành trình vào Biển Đông. Lượng tàu chở dầu đi qua eo biển Malacca để vào Biển Đông nhiều hơn 3 lần số tàu loại này qua kênh đào Suez, hơn 5 lần số lượt loại tàu này qua kênh đào Panama. Cộng hòa Nhân dân Trung Hoa đã chính thức đưa đường lưỡi bò vào các bản đồ của mình, tuyên bố chủ quyền hầu như toàn bộ Biển Đông.
Căn cứ tàu ngầm này chỉ cách trung tâm thành phố Tam Á vài cây số , ngay kề bên quận nghỉ dưỡng du lịch quốc gia vịnh Yalong, nơi có các khách sạn thuộc Hilton, Marriott, Sheraton, Ritz Carlton, và Holiday Inn ngay bên ngoài cửa vào căn cứ.
Mặc dù đã có từ lâu, căn cứ tàu ngầm Du Lâm trên đảo Hải Nam chỉ đến cuối thập niên 2000 qua tin tình báo và vệ tinh do thám người ta mới biết Trung Quốc đã xây dựng thêm những sơ sở dưới mặt đất đào sâu vào trong lòng núi, dùng cho các tàu ngầm nguyên tử. Theo Bộ quốc phòng Hoa Kỳ, từ năm 2010, Hạm đội Nam Hải của Trung Quốc sẽ có 5 tàu ngầm nguyên tử chiến lược hạng 094, mỗi chiếc mang 12 hỏa tiễn đạn đạo liên lục địa "Ngưu Lang" JL-2 có tầm bắn xa 8.000 km.
Căn cứ nằm gần thành phố Tam Á, Hải Nam, chỉ cách Đà Nẵng, Việt Nam, 150 hải lý, nhưng riêng những tàu ngầm nguyên tử nói trên không hẳn đã là mối lo ngại trực tiếp đối với Việt Nam nếu xảy ra một trận chiến tranh khu vực bằng vũ khí quy ước. Các tàu ngầm nguyên tử gồm hai loại chính: tàu ngầm chiến lược tấn công bằng hỏa tiễn mang đầu đạn hạt nhân nhắm vào mục tiêu xa trên đất liền và tàu ngầm chiến thuật cho hải chiến chống hạm đội cũng như tàu ngầm đối phương, nhưng ở vùng biển gần không cần phải dùng đến những loại này. Trong tổng số gần 60 tàu ngầm các loại của Trung Quốc, có 7 tàu ngầm nguyên tử chiến thuật gồm 5 chiếc hạng 091 và 2 chiếc hạng 093, hạng "Hán" và hạng "Thương" đặt tên theo các triều đại xưa trong lịch sử Trung Hoa.